# Liam McNeeley
Liam Thomas McNeeley, né le 10 octobre 2005 à Richardson dans le Texas, est un joueur américain de basket-ball évoluant au poste d'ailier et mesurant 2,00 m.

## Biographie

### NBA
Liam McNeeley est sélectionné en vingt-neuvième position par les Suns de Phoenix lors de la draft 2025 de la NBA.

## Statistiques

### Universitaires
| Saison    | Équipe      | Matchs | Titul. | Min./m | % Tir | % 3pts | % LF | Rbds/m. | Pass/m. | Int/m. | Ctr/m. | Pts/m. |
| --------- | ----------- | ------ | ------ | ------ | ----- | ------ | ---- | ------- | ------- | ------ | ------ | ------ |
| 2024-2025 | Connecticut | 27     | 26     | 32.1   | .381  | .317   | .866 | 6.0     | 2.3     | .6     | .2     | 14.5   |

## Palmarès et distinctions individuelles

### Universitaires
- Big East Freshman of the Year (2025)
- Big East All-Freshman team (2025)
- Third-team All-Big East (2025)

### Autres
- McDonald's All-American (2024)
- Jordan Brand Classic (2024)